# Pieve di Rubbiano
La pieve di Rubbiano, intitolata alla Beata Vergine Assunta è una pieve, ossia una chiesa rurale dotata di battistero, situata nell'Appennino modenese, nel comune di Montefiorino.
Il complesso è costituito dall'edificio ecclesiastico e dalla torre campanaria, entrambe di epoca romanica, con annessa una piccola sagrestia. Attorno a tale fabbrica sono disposti a ventaglio le costruzioni di servizio alla comunità: la quattro-seicentesca canonica vecchia, l'otto-novecentesca canonica nuova e la stalla con annesso fienile. Il borgo, nonostante le trasformazioni avvenute, mantiene l'impianto medievale della sua costituzione, sia negli edifici che nella viabilità, ancora leggibile nei percorsi confluenti alla pieve.

## Storia
I primi documenti riguardanti la pieve risalgono all'880, e trattano dei doveri dell'arciprete come quello di riparare la chiesa. Nell'882 gli abitanti ricorsero al vescovo di Modena per la nomina dell'arciprete. Fu mandato don Giorgio con l'obbligo di congregare il clero, di tenere scuola per l'educazione dei fanciulli e di eseguire i restauri necessari per l'edificio della chiesa che era in pessime condizioni.

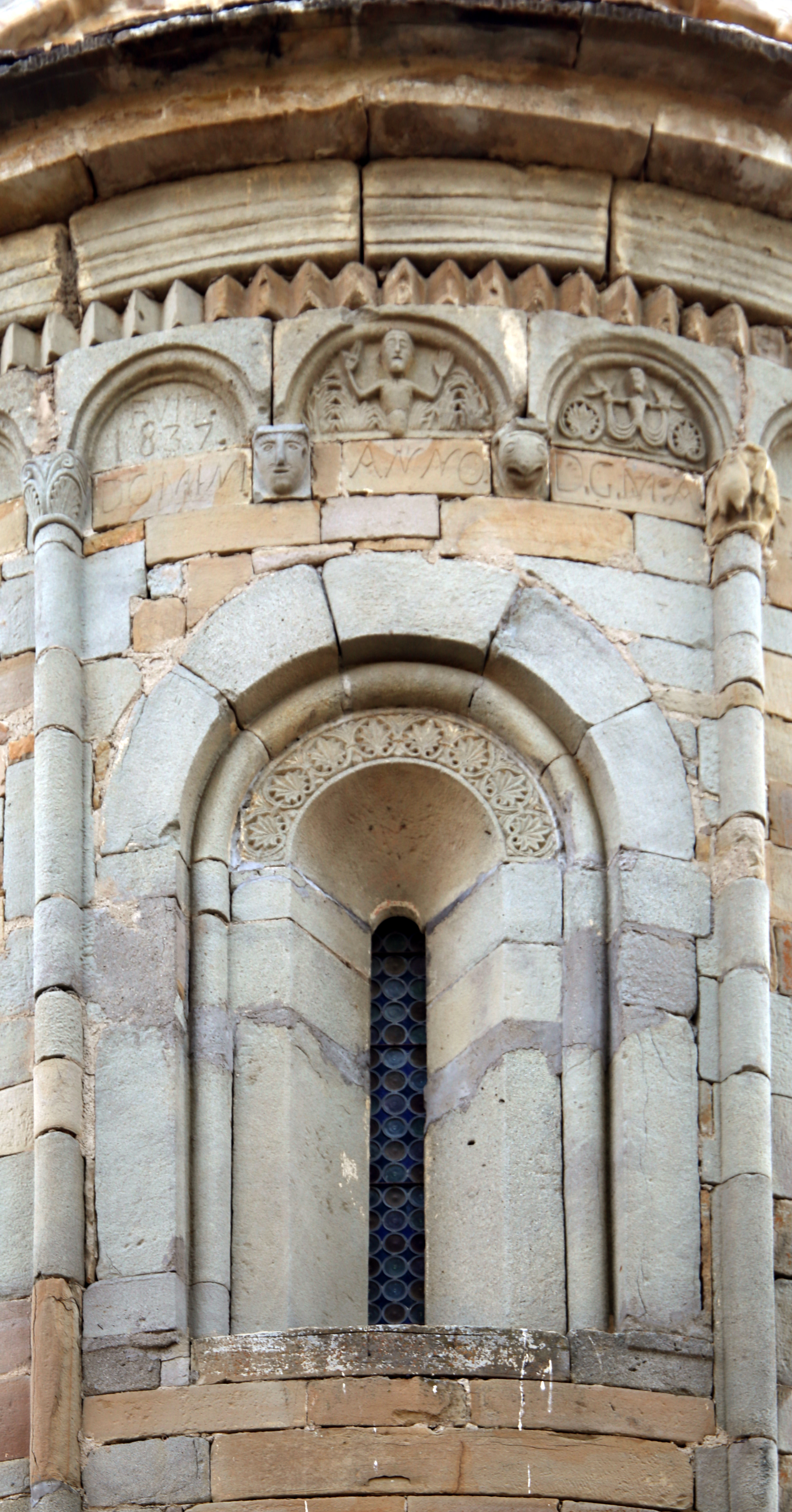
Decorazioni sull'abside

Il 27 maggio 908 il vescovo di Modena nominò arciprete della pieve Sileberto, scelto in loco per elezione, dai preti e chierici e dal popolo. La pieve era adatta alla cura pastorale di un vasto territorio, con un gran numero di fedeli e quindi rappresentava un forte elemento accentratore di potere religioso e politico. Essa era, infatti ecclesia baptisimalis, cioè fornita di battistero per il battesimo dei fedeli.
Le funzioni della pieve di Rubbiano spaziavano dal campo religioso a quello sociale (scuola e assemblea dei fedeli) a quell'amministrativo e giurisdizionale sul proprio territorio (quest'autonomia dal potere vescovile rimarrà per lunghissimo tempo). Per tutti questi motivi la pieve fu ricostruita interamente in quel periodo, poco dopo il 908.
Secondo l'opinione di Maestri la datazione della chiesa si colloca verso i primi decenni del X secolo per il restauro ordinato dal vescovo Gottofredo e per la ricostruzione ex novo della pieve stessa perché sia per lo stile che per la sua struttura organica la pieve offre tutti i caratteri delle costruzioni pre-romaniche o italo-bizantine del principio del secolo. Bucciardi protende per la ricostruzione di poco lontana alle esortazioni del vescovo. Montorsi sostiene due operazioni distinte tra gli anni 882 e 908. Porter data la pieve intorno al 1130 e la indica come esempio assieme alla facciata del duomo di Parma e del duomo di Ferrara. Salvini accoglie l'ipotesi di Porter, sostiene l'origine lombarda (Sant'Ambrogio per i motivi ornamentali a palmette) e rileva l'affinità con il Duomo di Modena (nel paramento murario: corsi regolari di conci squadrati) e nella concezione dell'acquasantiera scolpita con figure di sirene.
Nel 1071 sorse l'abbazia di Frassinoro sulla precedente cappella di Santa Maria, con annesso ospizio e territorio dipendente. Con il 29 agosto 1071 furono definite le “terre della Badia”, con la donazione delle 12 corti. A Rubbiano furono tolte Roncosigisfredo, Medola e Vitriola. I manufatti superstiti testimoniano l'intervento matildico sull'antico percorso della via Bibulca. L'edificio della pieve fu adeguato ai canoni dell'architettura cluniacense e riformata, promulgata in tutti i possedimenti canossiani da Matilde. Questo fatto denota da una parte l'attenzione alle correnti dell'architettura religiosa di questo periodo; dall'altra testimonia, come atto di accettazione del nuovo status, la progressiva perdita di autonomia e di potere religioso della pieve stessa. Fu edificato il campanile, furono aggiunti i transetti terminanti in due absidi minori secondo la maniera di Cluny e secondo le motivazioni di Matilde, alleata del papato e fautrice del rinnovamento spirituale. La politica della contessa favorì, con la costruzione della via Bibulca, degli xenocidia e degli hospitales, gli scambi culturali e religiosi.
Nell'arco temporale 1639-1662, a causa della conformazione del terreno che causò il generarsi di una frana verso il sagrato, si rese necessario l'abbattimento dell'ultima campata della chiesa e la ricostruzione della facciata. A seguito di questo arretramento, la porzione superstite della fiancata nord fu lasciata in loco e riutilizzata per erigere l'ampliamento della canonica vecchia.
Seguirono nei secoli altre modifiche e riparazioni che sono ben riassunte nel locale archivio parrocchiale.